# Daniel Novac
Daniel Ionuț Novac (n. 26 septembrie 1987, Pantelimon, București, România) este un fotbalist român, care evoluează pe postul de mijlocaș central la clubul din , FC Sportul Studențesc București.